# Xieka
Xieka (kinesiska: 斜卡乡, 斜卡) är en socken i Kina. Den ligger i provinsen Sichuan, i den sydvästra delen av landet, omkring 290 kilometer sydväst om provinshuvudstaden Chengdu. Antalet invånare är 1 717. Befolkningen består av 568 kvinnor och 1 149 män. Barn under 15 år utgör 17,0 %, vuxna 15-64 år 80 %, och äldre över 65 år 2,0 %.
Genomsnittlig årsnederbörd är 1 292 millimeter. Den regnigaste månaden är juni, med i genomsnitt 298 mm nederbörd, och den torraste är januari, med 3 mm nederbörd.